# Reciprocal Mixing Dynamic Range
Reciprocal Mixing Dynamic Range (RMDR) (deutsch etwa: Dynamikbereich für „gegenseitiges Mischen“) ist ein englischer Fachbegriff, der eine wichtige Eigenschaft von Hochfrequenz-Empfängern beschreibt.

## Definition
Das RMDR beschreibt quantitativ die Reduzierung des Signal-Rausch-Verhältnisses (SNR) eines Empfängers bei Anwesenheit eines (zusätzlich zum zumeist relativ kleinen Nutzsignal zwar unerwünschten, aber dennoch häufig unvermeidlichen) relativ großen Störsignals. Es ist definiert als:

“the degradation of the receiver output signal-to-noise ratio due to the mixing of strong interfering signals with the noise skirts of the synthesizer.”

„die Reduktion des Signal-Rausch-Abstandes des Empfängerausgangssignals aufgrund der Mischung starker Störsignale mit den Rauschsseitenbändern des Synthesizers.“

Die Definition stammt aus dem Jahr 1986, als Synthesizer (genauer: Synthesegeneratoren) als Lokaloszillatoren (LO) in der Empfangstechnik ebenso aktuell waren, wie auch die heterodyne Detektion mithilfe analoger Mischer den Stand der (damaligen) Technik verkörperte. Jedoch auch heute, zu Zeiten von HF-Direktabtastung,  direkter digitaler Synthese (DDS), und Software Defined Radio (SDR), ist sie sinngemäß noch immer gültig.
Entscheidend ist die Reduktion des Dynamikbereichs des Empfängers bei Anwesenheit eines starken Störsignals in gewissem Frequenzabstand. Wie das Nutzsignal mithilfe des LO-Signals durch Mischung in der Frequenz umgesetzt wird, kann auch ein (unerwünscht) anwesendes Störsignal durch Rauschseitenbänder (englisch noise skirts) des LO-Signals auf dieselbe Frequenz gemischt werden. Zwar sind die Seitenbänder deutlich kleiner als die LO-Signalamplitude, da aber das Störsignal wesentlich größer als das Nutzsignal sein kann, können sich dennoch relativ große Störungen des Ausgangssignals ergeben.
Dieser Störabstand ist ein charakteristisches Qualitätsmerkmal für gute Empfänger und wird in Dezibel spezifiziert. Als „gut“ wird ein Wert etwa um die 100 dB oder mehr angesehen.